# Centrum Korona
Centrum handlowe Korona – centrum handlowe we Wrocławiu z kinem Cinema City, hipermarketem Auchan, parkingiem na 2 000 miejsc. Otwarte w październiku 1999.
Całkowita powierzchnia zajmowana przez centrum to 55 tys. m². Znajduje się tam hipermarket Auchan, 66 butików i punktów usługowych, 
6 średnich powierzchni m.in. RTV EURO AGD, Sinsay, Decathlon, CCC, Castorama, multipleks Cinema City, fitness Fitness Academy, food court - 8 restauracji i kawiarni.